# 杨起隆
杨起隆（1633年—1680年），清代抗清人士。

## 简历
明昭宗永曆二十七年（清康熙十二年，1673年）十二月与黃吉、陳益聯絡北京附近一些反清義士密谋反清复明，组织「中興官兵」，自稱「朱慈璊」，為明朝「朱三太子」，改年號為「廣德」。後遭納蘭明珠、圖海等率兵鎮壓，失敗逃走，黃吉與陳益被殺。明昭宗永曆三十四年（清康熙十九年，西元1680年）在陝西鳳翔被圖海逮捕，送回北京處死。

## 影視形象

### 電視劇
| 演員 | 年份   | 作品         |
| 芦勇 | 2001年 | 《康熙王朝》 |